# Eickener Straße 44 a (Mönchengladbach)

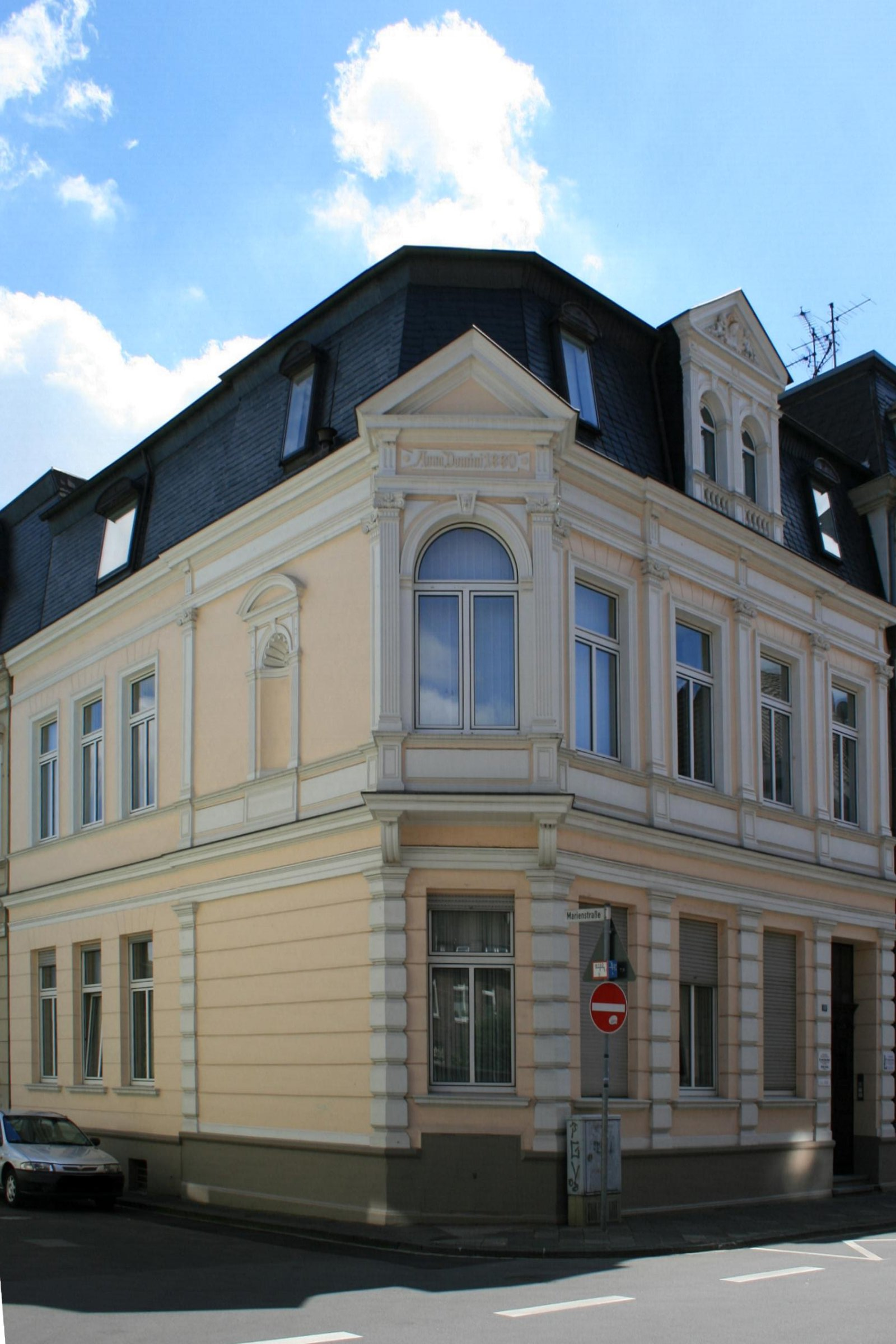
Wohnhaus (2010)

Das Wohnhaus Eickener Straße 44 a  steht im Stadtteil Eicken in Mönchengladbach (Nordrhein-Westfalen).
Das Haus wurde 1880 erbaut. Es ist unter Nr. E 012 am 13. September 1988 in die Denkmalliste der Stadt Mönchengladbach eingetragen worden.

## Architektur
Das Wohnhaus ist ein beherrschender Eckbau in der historischen Bebauung der vorderen Eickener Straße zwischen der Hindenburgstraße und der Pfarrkirche. Es bildet mit den Nachbarhäusern Eickener Straße 44, 42, 40–38 sowie dem gegenüberliegenden Eckhaus Eickener Straße 55 und dem Geschäftshaus Eickener Straße 57 ein geschlossenes Historismusensemble.
Das zweigeschossige Eckhaus aus dem Jahre 1880 mit steilem Mansarddach ist eine ehemalige Fabrikantenvilla. Die Hauptfassade mit vier Fensterachsen an der Eickener Straße. Im Obergeschoss ein Erker mit Rundbogenfenster und Dreiecksgiebel. In der Frieszone ist ein Stuck-„Beschlag“ angebracht, auf dem das Baujahr geschrieben steht: „Anno Domino 1880“.